# Казахський державний цирк
43°14′21″ пн. ш. 76°55′02″ сх. д. / 43.239106° пн. ш. 76.917268° сх. д.
Казахський державний цирк — головний цирк Казахстану, розташований в Алма-Аті.

## Історія
Заслужений колектив Казахської РСР, казахський цирковий колектив Союздержцирку, створений у 1970 році, основа трупи — випускники Московського естрадно-циркового училища, Саратовської та Алматинської естрадно-циркових студій. У 1972 відкрився новий будинок цирку. З 1980 — заслужений колектив Казахської РСР. Багато номерів програми вирішено в національному стилі («Табунщики-джигити», «Кінна сюїта», «Киз куу», «Земля чудес», «Байконур», «Караван» та ін.). У 1983 році в трупі цирку 73 артисти, у тому числі заслужений артист Казахської РСР К. Булібеков (керівник групи джигітів-наїзників), Ш. Кожабердієва (керівник атракціону дресованих тварин), Г. Абішева (учасниця). Колектив гастролював з 1970 (за Радянським Союзом; на Кубі 1977; в МНР 1980; ЧССР 1983). Центральний Алматинський цирк лауреат Всесоюзного огляду-конкурсу національних циркових колективів (1978; 1982).

## Архітектура

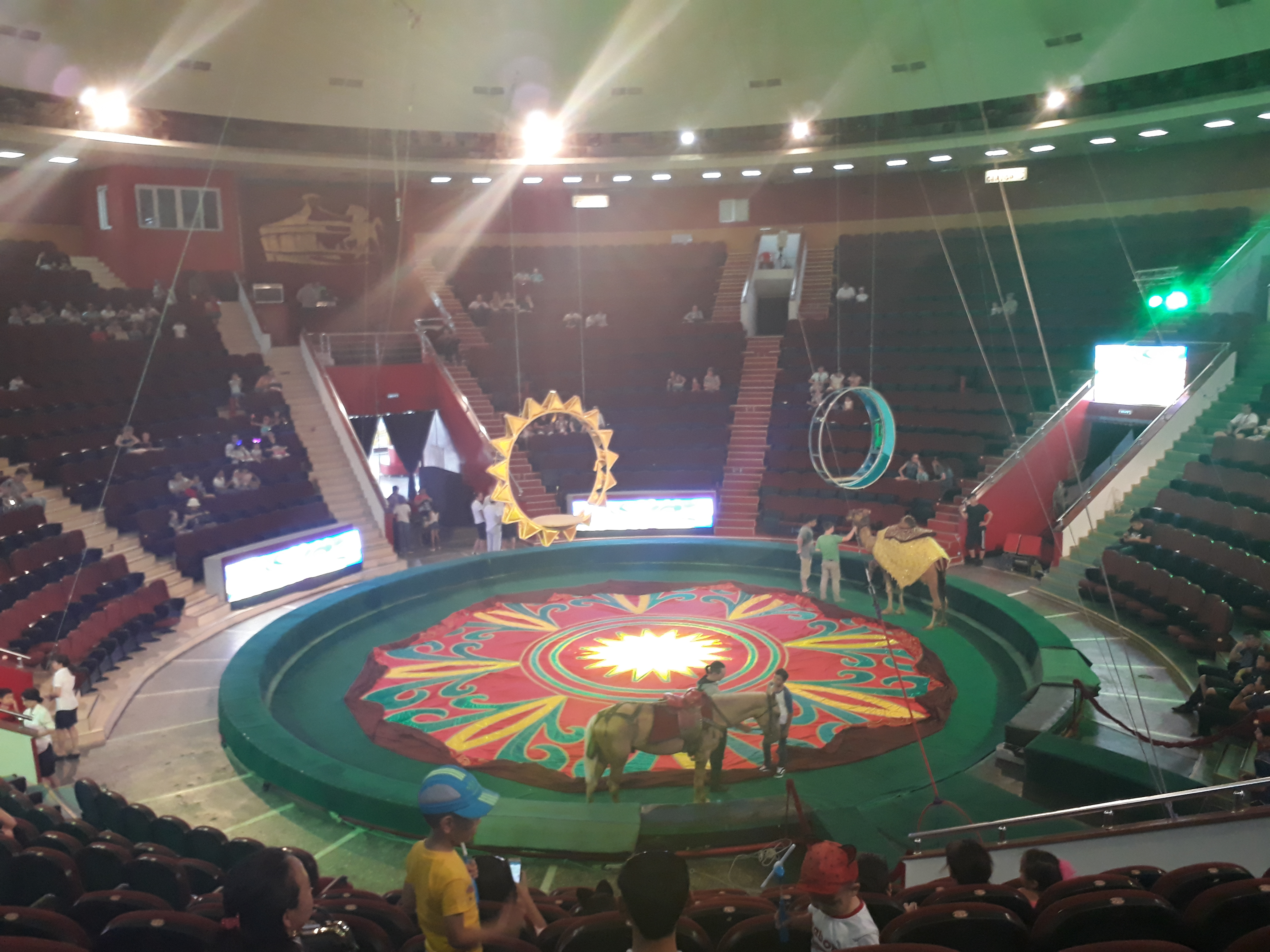
Інтер'єр залу, травень 2018

Будівля Казахського цирку будувалася з прямої ініціативи першого секретаря ЦК Компартії Казахської РСР Дінмухамеда Кунаєва. З 1972 цирк працює у новому власному будинку (арх. У. З. Кацев, І. У. Слонов, за іншими данними В. Кім, Ю. Ратушний, В. Алле, Н. Ріпінський, Л. Ухоботов), образ якого відбито як сучасні тенденції, і риси, мають асоціативні зв'язки України із національною культурою казахського народу. Ротонду вінчає гіперболічний купол. Амфітеатр на 2160 місць підперезаний 2-ярусним фоє, в якому є буфети, гардероб. В адміністративно-побутовому корпусі розміщено артистичні гримуборні, тренувальний манеж, їдальню, приміщення для тварин. Є 2 внутрішніх двори для вигулювання тварин.

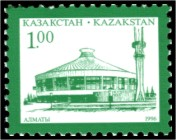
На поштовій марці.

### Статус пам'ятника
10 листопада 2010 року було затверджено новий Державний список пам'яток історії та культури місцевого значення міста Алмати, одночасно з яким усі попередні рішення з цього приводу були визнані такими, що втратили чинність. У цій Постанові було збережено статус пам'ятника місцевого значення будівлі цирку. Кордони охоронних зон були затверджені у 2014.